# Rhytiphora satelles
Rhytiphora satelles är en skalbaggsart som först beskrevs av Francis Polkinghorne Pascoe 1865.  Rhytiphora satelles ingår i släktet Rhytiphora och familjen långhorningar. Inga underarter finns listade i Catalogue of Life.